# スリランカ人民自由同盟
スリランカ人民自由同盟（スリランカじんみんじゆうどうめい、英語: Sri Lanka People's Freedom Alliance, シンハラ語: ශ්‍රී ලංකා නිදහස් පොදුජන සන්ධානය、 Śrī Laṃkā Nidahas Podujana Sandhānaya 、タミル語: ஶ்ரீ லங்கா பொதுஜன சுதந்திர கூட்டமைப்பு、Śrī laṅkā Potujaṉa Cutantira Kūṭṭamaippu、略称: SLPFA）は、2019年に結成されたスリランカの左派系政党連合。現首相マヒンダ・ラージャパクサが党首を務めるスリランカ人民戦線 (SLPP) とスリランカ自由党 (SLFP)、その他15の小政党により構成される。

## 歴史
2019年10月31日、SLPPやSLFPを含む17の政党がSLPFAの結成に署名した。構成する政党は以下の通り。
- セイロン労働者会議（英語版）
- スリランカ共産党
- 民主左翼戦線（英語版）
- 民族解放人民党
- イーラム人民民主党
- スリランカ社会主義平等党
- 人民統一戦線
- 国民会議（英語版）
- 国民自由戦線（英語版）
- スリランカ自由党[7]
- スリランカ人民党
- スリランカ人民戦線
- タミル人民解放の虎
- 統一人民党
- その他2政党

2019年大統領選挙ではSLPP候補のゴーターバヤ・ラージャパクサを推薦して勝利し、2020年の国会議員総選挙でも225議席中145議席を獲得して勝利した。